# 桜田通り

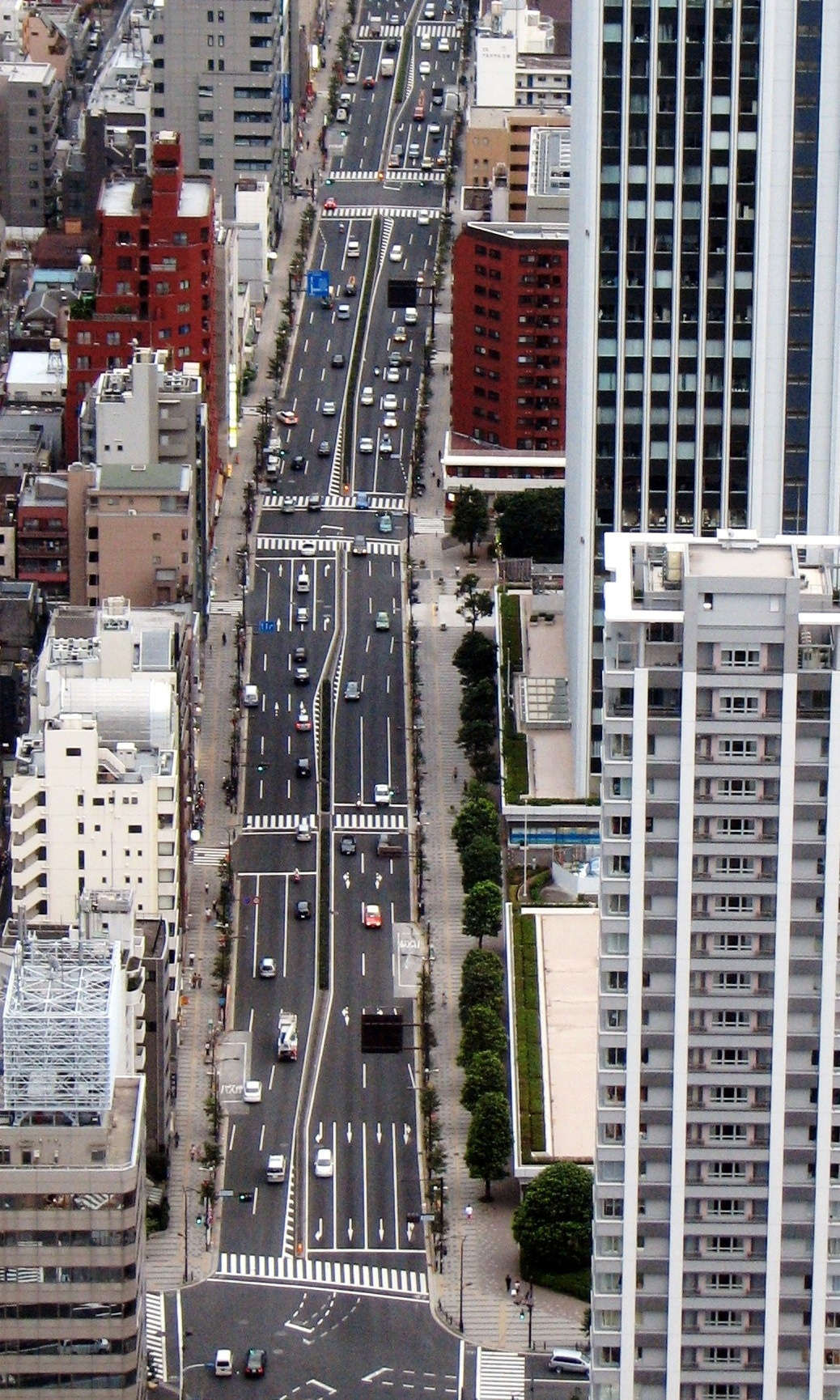
桜田通り（港区三田付近）

桜田通り（さくらだどおり）は、国道1号の桜田門交差点から西五反田1丁目交差点までの区間の通称。

## 概要
- 起点：東京都千代田区霞が関（桜田門交差点）
- 終点：東京都品川区西五反田（西五反田一丁目交差点）

## 歴史
中世以前から存在する古道であり、徳川家康によって江戸時代の東海道が整備されるまでは江戸から西への街道であった。（小田原街道、中原街道）

## 路線状況
千代田区内の桜田通りは、読売新聞社選定の「新・日本街路樹100景」（1994年）のひとつに選定されている。

### 重複区間
- 東京都道301号白山祝田田町線（三田通り）：赤羽橋交差点 - 三田二丁目交差点

## 地理

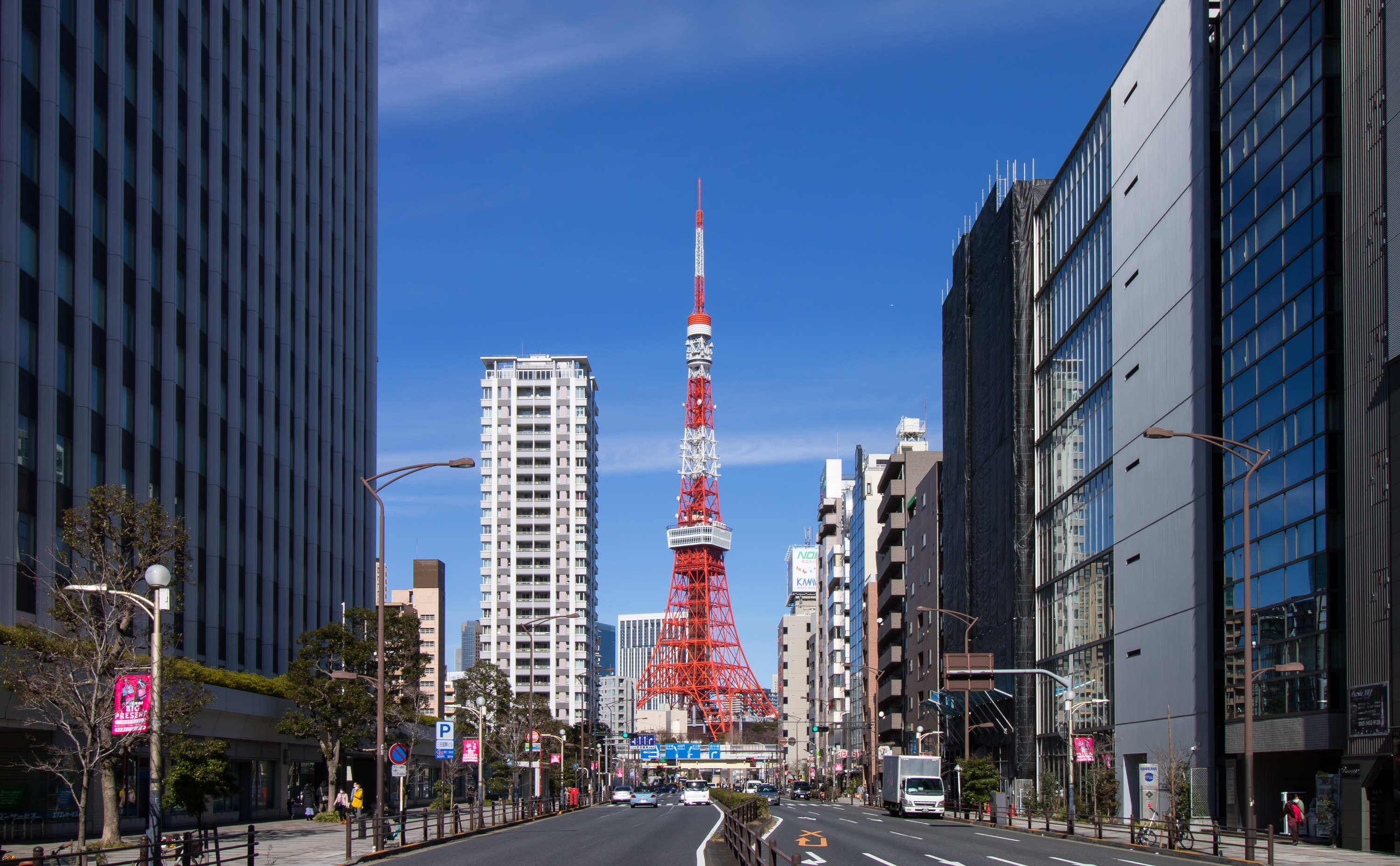
桜田通り（三田一丁目交差点から赤羽橋交差点方面）

起点の桜田門交差点から南南西に向かって進み、飯倉交差点の前後で緩やかに屈曲した後、赤羽橋交差点からほぼ真南へ進行する。三田二丁目交差点では右折方向が桜田通りで、直進すると都道301号に入り、南側の札の辻交差点にて第一京浜と交わる。
三田二丁目交差点からは西へ進むが、350m程先の三田四丁目交差点で左へ屈曲して南西へ進み、白金一丁目交差点で六本木より南下してきた都道415号（支線）と合流する。この交差点では終点側から見ると直進が都道415号で、桜田通りは斜め右方向となる他、左折すると恵比寿通りに入る。
白金一丁目交差点からは再び南南西に進み、高輪台交差点で大きく右へ屈曲し、南西へ向きを変える。更に下って五反田駅を過ぎると、直後に西五反田一丁目交差点で山手通りと交差し、桜田通りは終点となる。ここから先の国道1号は「第二京浜」の名称となる。

### 通過する自治体
- 東京都
  - 千代田区 - 港区 - 品川区

### 交差する道路
- 内堀通り（国道1号・国道20号）- 桜田門交差点
- 外堀通り（東京都道405号外濠環状線）- 虎ノ門交差点
- 外苑東通り（東京都道319号環状三号線）- 飯倉交差点
- 環状3号線（東京都道319号環状三号線） - 赤羽橋交差点
- 東京都道301号白山祝田田町線 - 赤羽橋交差点・三田二丁目交差点
- 東京都道415号高輪麻布線 - 魚籃坂下交差点・白金一丁目交差点
- 恵比寿通り（東京都道305号芝新宿王子線）- 白金一丁目前交差点
- 目黒通り（東京都道312号白金台町等々力線）- 清正公前交差点
- 山手通り（東京都道317号環状六号線）- 西五反田一丁目交差点
- 第二京浜（国道1号）- 西五反田一丁目交差点